# Deneb Kaitos
Deneb Kaitos (β Cet / β Ceti / Beta Ceti), conosciuta anche come Diphda) è la stella più luminosa della costellazione della Balena, nonostante Bayer le abbia assegnato la lettera β. Il suo nome proprio deriva dall'arabo e significa coda della Balena, mentre il nome alternativo Diphda deriva sempre dall'arabo الضفدع الثاني, al-ḍafdaʿ al-thānī, che significa la seconda rana (essendo invece la prima Fomalhaut).

## Osservazione
Brillando alla magnitudine apparente di +2,04, Deneb Kaitos è la quarantottesima stella più luminosa dell'intera volta celeste. Come il suo nome proprio suggerisce, essa è posta in corrispondenza della coda della Balena in un'area relativamente povera di stelle a sud del Quadrato di Pegaso e a nord-est di Fomalhaut, il che la rende facilmente individuabile.
Pur essendo una stella dell'emisfero australe, la sua declinazione di -17° la rende visibile anche in quasi tutto l'emisfero boreale, a eccezione delle estreme regioni settentrionali della Russia, del Canada e della Groenlandia. Tuttavia essa apparirà molto bassa all'orizzonte nel nord Europa, in Islanda e in Canada. D'altra parte questa relativa prossimità all'equatore celeste fa sì che questo astro appaia circumpolare solo nelle regioni antartiche.

## Caratteristiche
Deneb Kaitos dista circa 96 anni luce dalla Terra. Essa è una stella di colore giallo-arancione, conferitole dalla sua temperatura superficiale di 4.800 K. Essa si pone in mezzo fra le classi spettrali G e K. Viene infatti a volte classificata come appartenente alla classe K0, a volte alla classe G9,5. Dalla distanza e dalla luminosità apparente si può dedurre che questa stella è 145 volte più luminosa del Sole. Dalla temperatura e dalla luminosità intrinseca si deduce un raggio 17 volte quello solare.
Deneb Kaitos è una stella gigante e perciò le è stata assegnata la classe III nel sistema MMK. Si presume abbia una massa circa tre volte maggiore di quella del Sole. Tuttavia rispetto alle altre giganti ha delle peculiarità che ne rendono lo studio interessante.

## Corona

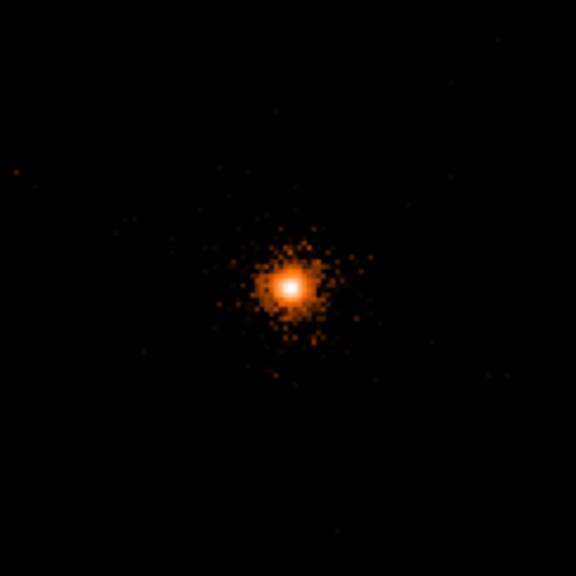
Deneb Kaitos ripresa ai raggi X dal telescopio Chandra della NASA.

Deneb Kaitos ha almeno due caratteristiche peculiari: in primo luogo nonostante abbia un raggio notevolmente più grande di quello del Sole, esso è abbastanza sottodimensionato per essere quello di una stella gigante. In secondo luogo, essa emette grandi quantità di raggi X, 2.000 volte più del Sole. Si tratta della maggior fonte di raggi X nei dintorni del Sole (a una distanza minore di 30 pc). Queste emissioni sono dovute alla presenza di una corona riscaldata a diversi milioni di K. Tuttavia la presenza di una simile corona non è facilmente spiegabile in stelle giganti come Deneb Kaitos. Infatti di solito le stelle giganti ne sono prive.
In realtà studi specifici hanno stabilito che ci sono almeno due tipi di stelle giganti che possiedono una corona e che, di conseguenza, emettono raggi X: le prime sono quelle che, avendo massa 2-3 M☉ (cioè partendo dalla classe spettrale A), hanno appena interrotto la fusione nucleare dell'idrogeno e stanno velocemente passando attraverso la lacuna di Hertzsprung, cioè attraverso le classi G e K, per arrivare allo stadio di gigante rossa. È stato ipotizzato che la formazione di una corona in queste stelle sia determinata dalla modificazione delle modalità in cui gli strati superficiali della stella trasportano l'energia: essi non lo fanno più per irraggiamento ma per convezione termica. Il secondo componente del sistema Capella si trova probabilmente in questo stadio.
Un secondo tipo di stelle giganti coronali è rappresentato sempre da stelle di massa 2-3 M☉, che dopo essere diventate delle giganti rosse, hanno raggiunto nel loro nucleo temperature tali da innescare il flash dell'elio; in seguito al flash il nucleo si espande e si raffredda, producendo una contrazione della stella e un aumento della temperatura dei suoi strati superficiali. Stelle di questa massa si dispongono sul ramo orizzontale nelle ultime sottoclassi della classe G o nelle prime della classe K. Sembra che la nuova formazione di una corona si dovuta proprio a questo processo di espansione del nucleo e contrazione del raggio, sebbene non sia stato compreso ancora l'esatto meccanismo che presiede alla sua creazione. Deneb Kaitos si trova probabilmente a questo stadio della sua evoluzione e vi rimarrà circa 100 milioni di anni. Il suo destino finale è quello di diventare una nana bianca C-O.
Per comprendere appieno i meccanismi sottesi alla corona di Deneb Kaitos è necessario studiare anche la sua composizione chimica. Essa infatti sembra essere alquanto differente da quella solare.